# Wygoninki
Wygoninki – osada leśna kociewska w Polsce, położona w województwie pomorskim, w powiecie starogardzkim, w gminie Kaliska.
Osada wchodzi w skład sołectwa Bartel Wielki.
Leśniczówka Wygoninki jest położona nad południowym brzegiem jeziora Wygonin, na granicy z gminą Stara Kiszewa. Jest to jedyna miejscowość o takiej nazwie w Polsce, choć występują wsie o podobnych nazwach, jak: Wygoniska, Wygony, Wygon.
Nazwa Wygoninki pochodzi zapewne od słowa wygon, czyli miejsca, gdzie wyganiano bydło na wypas.
Nieznana jest data powstania zabudowań leśniczówki Wygonin. Było to prawdopodobnie około 1880 roku. W 1905 r. Wygoninki były określane jako Oberförsterei Grünwalde z jednym domem mieszkalnym i 7 mieszkańcami, które podlegało Nadleśnictwu Okonin.
Granica między gminą Kaliska a gminą Stara Kiszewa przecina jezioro Wygonin w poprzek, pozostawiając około 1/3 południowo-wschodniej części jeziora po stronie gminy Kaliska a resztę posiada gmina Stara Kiszewa.
W latach 1975–1998 miejscowość administracyjnie należała do województwa gdańskiego.